# Москва (футбольный клуб)
«Москва́» — российский футбольный клуб из одноимённого города, существовавший в 1997—2010 годах. Выступал в высшем дивизионе чемпионата России по футболу и его правопреемнице — Российской футбольной премьер-лиге — с 2001 по 2009 годы. Клуб был основан в 1997 году, после продажи заводом имени Лихачёва прав на футбольный клуб «Торпедо», под названием «Торпедо-ЗИЛ», в 2003 году был переименован в «Торпедо-Металлург», а в 2004 году — в ФК «Москва». Под этим названием клуб достиг своих лучших результатов: занял четвёртое место в чемпионате России 2007 года, дошёл до финала Кубка России 2006/07, выступал в Кубке Интертото и Кубке УЕФА. Домашние матчи клуб проводил на стадионе имени Эдуарда Стрельцова, который расположен на Восточной улице Москвы и вмещает 13 450 зрителей.
Перед сезоном 2010 года генеральный спонсор «Москвы», концерн «Норникель», отказался от финансирования клуба, в связи с чем «Москва» снялась с розыгрыша премьер-лиги и заявилась в Первенство ЛФЛ. Отыграв там один сезон, в конце 2010 года клуб был расформирован.

## История

### Основание и первые сезоны «Торпедо-ЗИЛ»
Летом 1996 года московский завод имени Лихачёва продал права на футбольный клуб «Торпедо», который был связан с заводом с 1930-х годов, ОАО «Лужники», в дальнейшем команда стала играть домашние матчи на Большой спортивной арене под названием «Торпедо-Лужники». Однако новое руководство ЗИЛ, особенно Валерий Носов (футбольный болельщик и старший брат бывшего президента «Торпедо» Владимира Носова), назначенный в январе 1997 года на пост генерального директора, желало возродить заводскую команду, права на которую полностью принадлежали бы заводу, и уже в начале 1997 года был организован клуб «Торпедо-ЗИЛ». Руководство клуба было сформировано из бывших торпедовцев; генеральным директором стал бывший игрок сборной СССР Владимир Сахаров, главным тренером команды — Сергей Петренко, ранее работавший в «Торпедо» ассистентом Александра Тарханова. Костяк новой команды также был сформирован из бывших «автозаводцев», не занятых на тот момент в других клубах; Петренко признавался, что некоторые игроки сами предлагали свои услуги, узнав о существовании команды. Перед «Торпедо-ЗИЛ» была поставлена амбициозная задача выхода в высшую лигу Чемпионата России. Для обеспечения стабильного финансирования при клубе был создан попечительский совет, в который вошли представители АМО ЗИЛ и префектуры Южного округа Москвы. Домашним стадионом клуба стал стадион «Торпедо» на Восточной улице, права на который сохранил ЗИЛ.

Игорь Пиюк — лучший бомбардир «Торпедо-ЗИЛ» в сезоне 2001

Команда начала сезон 1997 года в третьей зоне третьей лиги и сразу выступила достаточно успешно, дойдя до 1/64 финала кубка России и завершив чемпионат на третьем месте в зоне, что дало право выхода во второй дивизион. Лучшим бомбардиром команды во всех турнирах с 18 мячами стал Сергей Лаврентьев. В межсезонье команда укрепилась полузащитниками Олегом Ширинбековым и Александром Полукаровым, а перед вторым кругом в состав «автозаводцев» вернулся один из лучших бомбардиров прошлого сезона Глеб Панфёров, полгода игравший во второй бундеслиге за «Фортуну» из Дюссельдорфа. В сентябре 1998 года «Торпедо» потерпело серию поражений и, дойдя до 1/16 финала Кубка, было разгромлено московским «Динамо» со счётом 7:0, после чего Петренко на посту главного тренера сменил Борис Игнатьев, имевший опыт работы со сборной России. Впоследствии Игнатьев одобрительно отзывался о руководителе клуба Валерии Носове, но оценивал уровень профессионализма игроков, с которыми ему пришлось работать, не слишком высоко; тем не менее, команда заняла первое место в зоне «Запад» и решила задачу выхода в первый дивизион. Значительную роль в успехе команды сыграла результативная игра и самоотверженность бывшего нападающего московского «Локомотива» Алексея Снигирёва, ставшего с 32 голами лучшим бомбардиром всего второго дивизиона. В ходе сезона 1999 года был приобретён олимпийский чемпион Сеула и член клуба Григория Федотова Александр Бородюк, тем не менее, «Торпедо» по итогам сезона-1999 заняло четвёртое место, отстав от победителя чемпионата «Анжи» на четыре очка, а на стадии 1/32 Кубка России торпедовцы потерпели поражение от «Спартака-Чукотки» из второго дивизиона. Несмотря на то, что команде не удалось пробиться в высший дивизион, игра команды произвела на соперников впечатление. В трансферное окно состав московского клуба пополнили сразу двенадцать игроков, в том числе четырёхкратный чемпион России Сергей Горлукович, близнецы Беслан и Руслан Аджинджалы, Алексей и Василий Березуцкие, при этом Снигирёв и Бородюк перешли соответственно в «Кошице» и «Крылья Советов». Перед началом чемпионата 2000 года «Торпедо-ЗИЛ» считалось одним из главных фаворитов турнира. Не потерпев ни одного поражения на своём поле, клуб занял второе место, на девять очков отстав от выигравшего турнир «Сокола», и оформил выход в высший дивизион. В Кубке России «Торпедо-ЗИЛ» дошло до 1/16 финала, где проиграло московскому «Динамо». После завершения турнира Борис Игнатьев заявил, что больше ни при каких обстоятельствах не вернётся в первый дивизион.

### Высший дивизион и переименование в «Торпедо-Металлург»

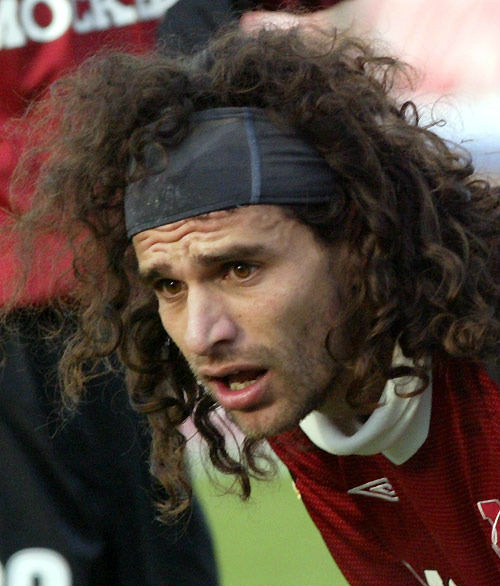
Эктор Бракамонте — рекордсмен «Москвы» по сыгранным матчам и забитым голам

В декабре 2000 года, после истечения контракта Бориса Игнатьева, команду возглавил экс-главный тренер волгоградского «Ротора» Евгений Кучеревский. Перед сезоном команду покинули полузащитник Александр Смирнов, ушедший в красноярский «Металлург», и форвард Олег Сергеев, ставший игроком «Балтики», в качестве усиления состава был приобретён полузащитник «Уралана» Саулюс Микалаюнас. 24 июня 2001 состоялось первое противостояние между «старым» «Торпедо» (название «Торпедо-Лужники» уже было упразднено) и «Торпедо-ЗИЛ». Драматичный матч закончился со счётом 1:1: уже в компенсированное время Валерий Климов принёс оставшимся в меньшинстве «автозаводцам» ничью с действовавшим бронзовым призёром чемпионата. «Торпедо» весь сезон находилось рядом с зоной вылета и завершило чемпионат на 14-м месте, сохранив «прописку» в высшем дивизионе. В Кубке России команда выступила более успешно, выиграв все свои матчи и пробившись в весеннюю часть турнира. По окончании сезона Кучеревский ушёл в «Днепр», и на его пост был назначен бывший тренер дубля команды Вадим Никонов. Перед чемпионатом России 2002 «Торпедо» оказалось в сложном финансовом положении, из-за чего команду покинули большинство лидеров, в том числе защитник Василий Березуцкий и нападающий Валерий Климов; тем не менее, клубу удалось пополнить бюджет, сдав ЦСКА в аренду на домашние матчи стадион имени Эдуарда Стрельцова, а генеральный директор Валерий Носов поставил задачу занять место в десятке сильнейших. Выступление «автозаводцев» нельзя было назвать успешным: в чемпионате премьер-лиги они заняли 14-е место, причём покинули зону вылета только в последнем туре, в ¼ финала Кубка проиграли будущему обладателю трофея — ЦСКА — а в матче 1/16 финала розыгрыша Кубка России 2002/03 против «Лады» выставили дублирующий состав и потерпели поражение со счётом 0:6. Эксперты оценили бойцовские качества команды и сочли, что Никонов достиг максимально возможного для столь слабого состава результата, отметив, что финансовая ситуация клуба не позволяла рассчитывать на большее, чем «борьба за выживание». Лучший бомбардир команды Дмитрий Смирнов также высоко оценил работу тренера.
30 ноября 2002 года СМИ сообщили о том, что ЗИЛ продал футбольный клуб структурам концерна «Норильский никель»; вскоре после этого основатель «Торпедо-ЗИЛ» Валерий Носов в связи с болезнью покинул пост генерального директора автозавода. Генеральным менеджером клуба после смены владельца стал Юрий Белоус. Вадим Никонов покинул свой пост, но остался в клубе, войдя в штаб нового тренера — чемпиона СССР и обладателя Кубка УЕФА Сергея Алейникова, ранее работавшего в Серии D. Некоторое время после продажи ходили слухи о возможном переезде клуба в Красноярск, опровергнутые президентом РФС Вячеславом Колосковым, и существовала неопределённость с названием, под которым команда начнёт сезон 2003 года; в числе прочих предполагались варианты «Металлург» (Москва), «Торпедо-Красноярск», «Енисей», «Торпедо-Енисей». В декабре появились сообщения о том, что ряд игроков команды потребовали расторжения контрактов в связи с невыплатами зарплаты. В конце января 2003 было объявлено, что команда будет называться «Торпедо-Металлург». Новые хозяева выделили большие средства на покупку новых игроков, и в команду пришли 9 новых футболистов, в том числе чемпионы России защитник Дмитрий Хлестов и нападающий Баба Адаму. Укрепление состава, однако, не помогло команде добиться высоких результатов: в мае из-за неудовлетворительных результатов (3 очка после 8 туров) Алейников был уволен, и исполняющим обязанности тренера был назначен Валентин Иванов, которого в августе сменил Александр Игнатенко. После первого круга «Тор-Мет» занимал последнее место в таблице, набрав всего 10 очков, что сподвигло руководство клуба выставить на трансфер сразу 10 футболистов и приобрести аргентинского форварда Эктора Бракамонте. «Металлургам» снова удалось избежать вылета в последнем туре, обыграв «Спартак» со счётом 2:0, в то время как их конкурент «Уралан» потерпел сокрушительное поражение от «Локомотива» — 0:6. После завершения 30 тура Игнатенко должен был быть назначен главным тренером на постоянной основе, но так и не подписал контракт с клубом. В декабре 2003 пресса распространила информацию о возможном переименовании клуба в ФК «Москва» в связи с тем, что спонсорами команды должны были стать московская мэрия и холдинг «Интеррос».

### ФК «Москва»
Сезон-2004 клуб начал под руководством Валерия Петракова, до того работавшего в «Томи». Новый специалист существенно обновил состав команды: в «Торпедо-Металлург» пришли вратарь Александр Филимонов, защитник Жерри-Кристиан Тчуйсе и опорный полузащитник Раду Ребежа (он стал капитаном команды и носил этот статус до 2007 года), в то время как Дмитрий Хлестов и Дмитрий Ананко покинули клуб. В конце марта наконец решился вопрос о новом названии клуба — по разрешению мэра Москвы Юрия Лужкова он стал называться ФК «Москва». При этом команду официально переименовали только после 13 тура чемпионата. Обретя солидную финансовую поддержку, команда начала прогрессировать и из аутсайдера чемпионата превратилась в середняка. В летнее трансферное окно в команду пришли защитники Мариуш Йоп и Помпилиу Стойка, которые являлись основными игроками «горожан» следующие несколько лет. «Москва» закончила сезон на девятом месте в чемпионате, а нападающий Эктор Бракамонте занял пятое место в споре бомбардиров, забив 11 голов. Кроме того, команда показала свой лучший на тот момент результат в Кубке России, дойдя до полуфинала, где «горожане» в дополнительное время уступили «Крыльям Советов». Зимой 2005 года команда укрепилась полузащитником Дамианом Горавски, вратарём Юрием Жевновым и нападающим Дмитрием Кириченко, лучшим бомбардиром чемпионата 2002 года. Трансферная кампания оказалась весьма удачной: Жевнов быстро вытеснил из состава более опытных Филимонова и Козко, а Кириченко с Бракамонте сформировали одну из сильнейших связок нападающих в истории чемпионатов России. Несмотря на удачное начало сезона («Москва» слабо выступила в Кубке России, уже в 1/8 финала проиграв ЦСКА, но в чемпионате вплоть до девятого тура команда занимала место в тройке лидеров, и некоторые журналисты уже называли «Москву» в числе претендентов на медали), 14 июля Валерий Петраков был уволен с поста главного тренера, и его занял тренер дублирующий команды Леонид Слуцкий. В 2015 году Петраков признавался, что так и не понял, что стало причиной его увольнения. «Горожане» остались в группе лидеров и по итогам чемпионата заняли пятое место, которое дало право им выступить в Кубке Интертото — первом для «Москвы» еврокубковом турнире. Кириченко с 14 забитыми голами стал лучшим бомбардиром чемпионата.

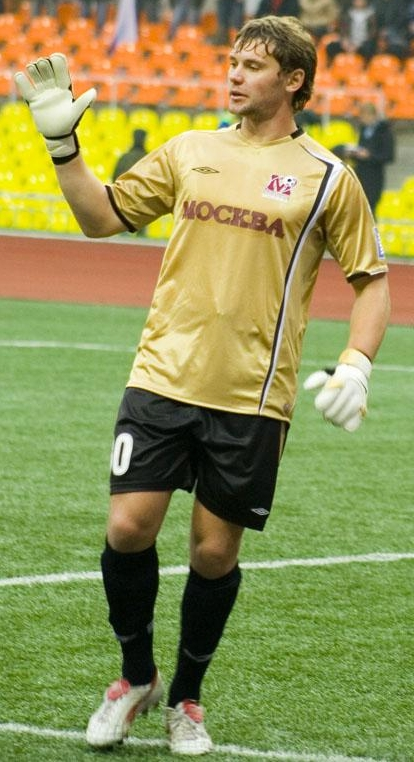
Юрий Жевнов — вратарь «Москвы» с 2005 по 2009 год. За клуб сыграл более ста матчей

Перед сезоном 2006 года команда пополнилась такими игроками, как Айзек Окоронкво, Томаш Чижек и Роман Адамов. Также в феврале в «Москву» из ПСЖ перешёл бывший капитан московского ЦСКА Сергей Семак. «Горожане» не лучшим образом начали чемпионат, набрав в первых 10 матчах только 12 очков, и в прессе появились слухи о скорой отставке Леонида Слуцкого, но главный менеджер команды Юрий Белоус опроверг их. 1 июля 2006 команда сыграла свой первый матч в еврокубке, победив белорусский МТЗ-РИПО со счётом 2:0 во втором раунде Кубка Интертото. Выиграв с минимальным счётом и ответный матч, «горожане» вышли в следующий раунд, где встретились с немецкой «Гертой». Встреча в Берлине закончилась нулевой ничьей, но в домашнем матче российская команда проиграла со счётом 0:2 и лишилась возможности продолжить выступление в еврокубках. В летнее трансферное окно «Москва» дозаявила аргентинского полузащитника Пабло Баррьентоса, ставшего самым дорогим приобретением клуба. Вторую часть чемпионата «горожане» провели более удачно и завершили сезон на 6-й позиции, а в кубке России «Москва» дошла до 1/8 финала, где уступила своему принципиальному сопернику — московскому «Торпедо». В межсезонье команда укрепилась Александром Епуряну, но при этом не смогла продлить контракты с Тчуйсе и Кириченко. Перед сезоном 2007 года Юрий Белоус озвучил амбиции клуба — выигрыш Кубка России и медалей чемпионата. «Горожане» начали выступление в чемпионате с семиматчевой беспроигрышной серии и после первого круга воспринимались как серьёзный претендент на место в тройке сильнейших команд России. В кубке России «чёрно-гранатовые» также выступили хорошо: обыграв в 1/4 «Крылья Советов», а в полуфинале — брянское «Динамо», они встретились в финале с московским «Локомотивом». Основное время матча закончилось нулевой ничьей, а в дополнительное Гарри О’Коннор сумел нанести точный удар по воротам Юрия Жевнова и принёс трофей «железнодорожникам». Финал розыгрыша кубка 2006/07 годов так и остался наивысшим кубковым достижением ФК «Москва». В чемпионате команда вплоть до 28 тура находилась на третьем месте в таблице, но, проиграв «Зениту», «Москва» опустилась на четвёртую позицию и, несмотря на победы в двух заключительных турах, не смогли догнать опередивший их ЦСКА. В первом матче против «Зенита», состоявшемся в 15 туре, «Москве» было присуждено техническое поражение со счётом 0:3 из-за участия в игре чешского защитника Романа Губника, контракт которого на момент игры формально ещё не был продлён, но это не привело к изменениям турнирной таблицы, потому что петербургский клуб и так выиграл со счётом 2:1. Четвёртое место стало самым высоким местом, занятым командой в его истории; благодаря этому достижению «горожане» заслужили право выступить в Кубке УЕФА. По итогам сезона Роман Адамов совместно с Романом Павлюченко стал лучшим бомбардиром чемпионата, забив 14 голов. Незадолго до 30 тура появилась информация, что в связи с невыполнением задачи на сезон Леонид Слуцкий будет уволен. Юрий Белоус подтвердил правдивость этих сведений, но отказался сообщать имя специалиста, который сменит Слуцкого.

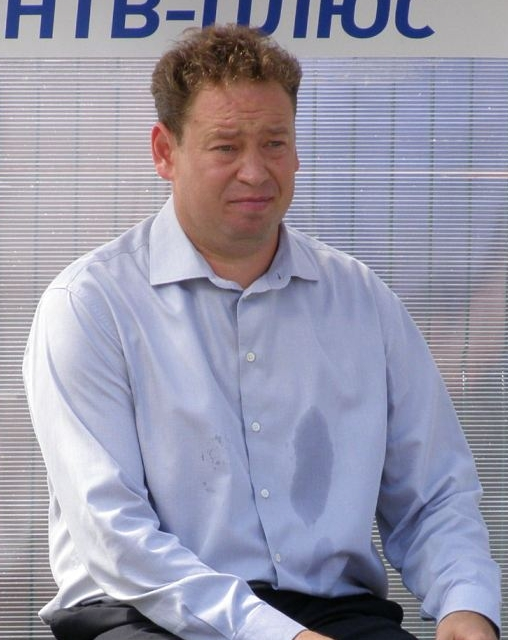
Леонид Слуцкий — самый успешный тренер в истории ФК «Москва»

14 декабря в качестве нового главного тренера команды был представлен бывший тренер сборной Украины Олег Блохин, подписавший с московским клубом трёхлетний контракт. Зимой в «Москву» перешли шесть игроков испытывавшего финансовые затруднения «Ростова», при этом москвичи расстались с Семаком, Козко, Горавски и Моралесом. Сезон команда начала слабо и сумела одержать победу только в восьмом туре; по ходу чемпионата «горожанам» удалось несколько подняться в турнирной таблице, но по итогам сезона «Москва» заняла только девятое место. В августе «Москва» впервые в своей истории начала участие в Кубке УЕФА; во втором квалификационном раунде клуб в двухматчевом противостоянии одержал победу над польской «Легией» с общим счётом 4:1, но в следующем раунде проиграл «Копенгагену» с общим счётом 2:3 и не смог выйти в групповой этап турнира. Выступление в Кубке тоже оказалось неудачным: в 1/4 финала «кепки» уступили «Амкару». В ноябре Блохин был уволен, а финансирование команды в связи с экономическим кризисом было сокращено. Новым тренером «чёрно-гранатовых» стал черногорский специалист Миодраг Божович, которому в сезоне-2008 удалось привести «Амкар» к лучшим результатам в истории: четвёртому месту в премьер-лиге и финалу Кубка России. В зимнее трансферное окно клуб покинули ряд ключевых игроков, в том числе Пётр Быстров, Томаш Чижек и Виталий Калешин, но были приобретёны Дмитрий Тарасов и Мартин Якубко, арендован Гия Григалава. Несмотря на то, что летом команду покинули основополагающие игроки Эктор Бракамонте и Мариуш Йоп, «горожане» дошли до полуфинала Кубка России, а в премьер-лиге весь сезон боролись за место в тройке призёров, но после поражения в матче 29 тура от нальчикского «Спартака» команда потеряла шансы на медали и в итоге заняла лишь шестое место.
По окончании сезона 2009 клуб стал расставаться со своими футболистами из-за финансовых проблем. 5 февраля 2010 года акционерами команды было объявлено об отказе от участия в чемпионате России 2010 года. В качестве официальной причины данного шага называлось нежелание основного акционера клуба — концерна «Норильский никель» — содержать непрофильный актив, однако категорический отказ «Норникеля» продать клуб потенциальным инвесторам дал основания некоторым болельщикам предполагать, что снятие «Москвы» с чемпионата обусловлено некими политическими причинами. 11 февраля клуб в лице нового своего руководителя Владислава Плотникова уведомил РФПЛ о снятии с чемпионата сезона 2010 года. 16 февраля РФПЛ официально заявила о прекращении членства ФК «Москва» в Премьер-лиге; освободившееся место в элитном дивизионе заняла «Алания», а матч 1/4 финала Кубка против «Амкара» был отменён, и пермскому коллективу была присуждена техническая победа. Клубы премьер-лиги продолжили скупать футболистов «Москвы»: на момент закрытия трансферного окна 8 апреля 10 из 16 клубов РФПЛ приобрели хотя бы по одному игроку «горожан», в том числе «Ростов» и «Динамо» каждый подписали контракты с четырьмя экс-футболистами «Москвы». 19 марта 2010 было сообщено, что ФК «Москва» будет участвовать в любительском первенстве страны. 23 апреля 2010 команда провела свой первый матч в сезоне 2010 года — в Кубке Москвы против команды Ветеринарной академии, одержав победу со счётом 4:0. В сезоне-2010 команда заняла 3-е место в Дивизионе «А» зоны «Москва», дошла до финала Кубка ЛФК Москвы.
28 декабря 2010 года пресс-служба генерального спонсора команды сообщила о прекращении существования клуба.

### Молодёжная команда
С выходом главной команды в высший дивизион (Премьер-лигу) в новообразованный турнир дублёров была заявлена вторая команда (дублирующий состав) клуба, ранее в 1998—2000 годах выступавшая в первенстве КФК — в 2000 году выиграла зону «Москва», в 1999 году заняла 4-е место, в 1998 году финишировала на 2-м месте в 1-й группе «Москва» и на 3-м — в финальном турнире группы «Москва» 5-й зоны («Центр»). В турнире дублёров РФПЛ команда занимала один раз 1-е место (в 2004 году), два раза — 2-е (в 2001 и 2005) и один раз — 3-е (2006). В 2008—2009 годах играла в заменившем турнир дублёров молодёжном первенстве (в 2008 году заняла 4-е место).
В период с конца 1990-х годов к клубу относилась СДЮШОР «Торпедо» (с 1 ноября 2010 года — СДЮШОР «Юность Москвы — Торпедо» им. В. Воронина).

## Болельщики
После основания команды у болельщиков возникла путаница — какое «Торпедо» считать «настоящим». Часть болельщиков московского «Торпедо», которое было выкуплено у АМО ЗИЛ, стали поддерживать новый клуб, а ветераны автозаводской команды заявляли, что именно «Торпедо-ЗИЛ» — хранитель истории и традиций клуба. После переименования команды в ФК «Москва» многие болельщики перестали поддерживать клуб, так как он перестал относиться к автозаводу, тем более, в 2005 году был основан новый клуб с названием «Торпедо-ЗИЛ». В 2006 году появилось общество фанатов под названием «Moscow Lads», которые, в отличие от других таких организаций, ставили в приоритет поддержку своей команды без каких-либо беспорядков или драк. Стали проводиться различные акции, такие как «Приведи маму на футбол», постоянно организовывались выезды на матчи команды. Когда стало известно, что «Москву» расформировывают, фанаты объявили голодовку.
В 2007 году капитан команды Раду Ребежа признался, что считает принципиальными соперниками все московские команды. До третьего переименования клуба особо важным было противостояние с «Торпедо» из-за связи обеих команд с заводом имени Лихачёва и спорами о том, какое «Торпедо» больше заслуживает этого названия.

### Прозвища
В фанатской среде у «Москвы» существовало несколько прозвищ: «чёрно-гранатовые» согласно цветовой гамме формы команды, «кепки» — из-за связи с большим ценителем этого головного убора Юрием Лужковым. От названия клуба произошло прозвище «Горожане», но оно не пользовалось большой популярностью среди фанатов. До 2004 года, пока команду не переименовали в «Москву», у неё существовало традиционное для всех клубов, связанных с ЗИЛ, прозвище — «автозаводцы». 
А когда команда называлась «Торпедо-Металлург», у неё было 2 основных прозвища. «Металлурги» — это прозвище команда получила из-за своего названия. А второе прозвище «Тор-Мет» — это сокращение названия «Торпедо-Металлург».

### Посещаемость домашних матчей
В период с 2002 по 2009 год средняя домашняя посещаемость клуба не превышала 6 тысяч зрителей. При этом средняя посещаемость (включая выездные игры) не превышала 10 тысяч.
| Сезон | Домашняя посеща- емость (зрит.) | Средняя домашняя посещаемость (зрит.) |
| ----- | ------------------------------- | ------------------------------------- |
| 2002  | 59500                           | 3967                                  |
| 2003  | 48400                           | 3227                                  |
| 2004  | 52800                           | 3520                                  |
| 2005  | 89700                           | 5980                                  |
| 2006  | 79100                           | 5273                                  |
| 2007  | 79100                           | 5273                                  |
| 2008  | 61700                           | 4113                                  |
| 2009  | 73600                           | 4907                                  |

## Визитная карточка

### Клубные цвета
| Чёрный | Гранатовый |

С 1997 по 2004 годы форма команды была выдержана в классических для «Торпедо» чёрно-зелёно-белых цветах. После входа в состав акционеров клуба правительства Москвы форма стала чёрно-гранатовой. Эта идея принадлежала президенту команды Юрию Белоусу и мэру Москвы Юрию Лужкову.

### Эмблема клуба
Первоначально на эмблеме клуба была изображена зелёная буква «Т» на фоне гоночного автомобиля красного цвета и жёлтой велосипедной звёздочки. Эмблема символизировала принадлежность команды к автозаводу. После изменения названия на «Торпедо-Металлург» тот же символ стал изображаться расположенным на щите, а внизу появилась лента с написанным на ней наименованием команды. Следующая эмблема представляла собой большую гранатовую букву «М», вокруг которой вращался на орбите футбольный мяч. Внизу было написано название — «футбольный клуб Москва».

История эмблемы клуба
1997—2002
2003—2004
2004—2010

## Стадион

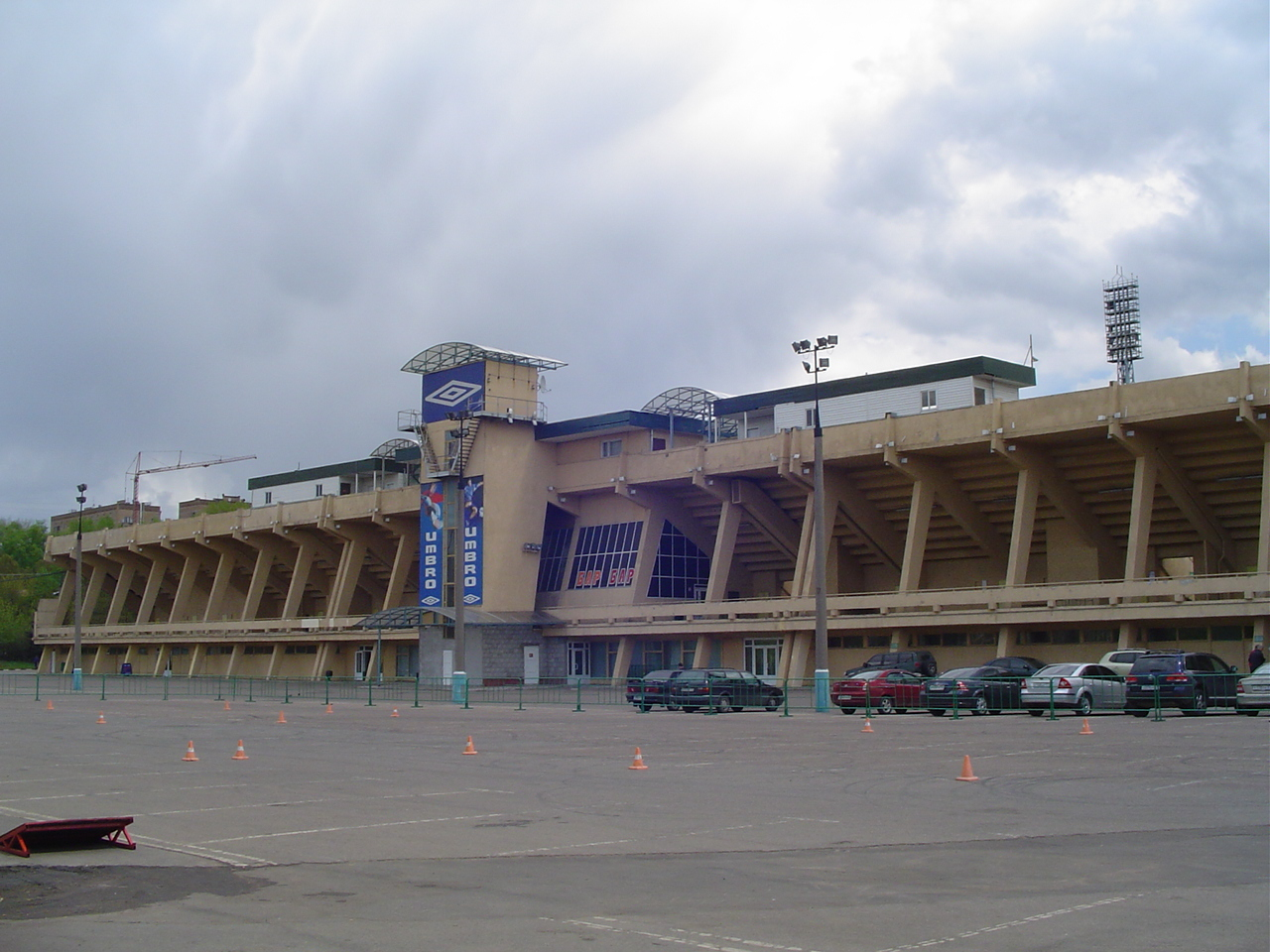
Стадион имени Эдуарда Стрельцова

Домашним стадионом «Москвы» на протяжении всей её истории являлся стадион имени Эдуарда Стрельцова, расположенный на Восточной улице в Москве. Перед проведением в Москве в 1998 году Всемирных юношеских игр изрядно обветшавший к тому времени стадион был отремонтирован, вместо скамеек на трибунах были установлены пластиковые кресла, вследствие чего вместимость стадиона уменьшилась до 13 300 человек. На поле стадиона одной из первых в стране была смонтирована система искусственного подогрева газона. Стадион принадлежал автоконцерну ЗИЛ до 2005 года, а при покупке «Норильским никелем» контрольного пакета акций «Торпедо-ЗИЛ» вместе с футбольным клубом в собственность «Норникеля» перешёл и спортивный комплекс. В планах у руководства клуба была полная его реконструкция, но этого не произошло из-за финансовых затруднений.

## Статистика
| Сезон | Дивизион                  | Место | Игры | В  | Н  | П  | МЗ | МП | Очки | Кубок России | Кубок России | Еврокубки       | Еврокубки | Бомбардир       | Гл. тренер                 |
| ----- | ------------------------- | ----- | ---- | -- | -- | -- | -- | -- | ---- | ------------ | ------------ | --------------- | --------- | --------------- | -------------------------- |
| 1997  | 3-я лига, зона 3          | 3     | 40   | 23 | 8  | 9  | 77 | 29 | 77   | 1/64         | 1/64         |                 |           | Лаврентьев — 17 | Петренко                   |
| 1998  | 2-й дивизион, «Запад»     | 1     | 40   | 28 | 6  | 6  | 90 | 30 | 90   | 1/16         | 1/16         |                 |           | Снигирёв — 32   | Петренко Игнатьев          |
| 1999  | 1-й дивизион              | 4     | 42   | 23 | 13 | 6  | 67 | 27 | 82   | 1/32         | 1/32         |                 |           | А. Смирнов — 11 | Игнатьев                   |
| 2000  | 1-й дивизион              | 2     | 38   | 24 | 8  | 6  | 62 | 28 | 80   | 1/16         | 1/16         |                 |           | Лебедь — 10     | Игнатьев                   |
| 2001  | Премьер-лига              | 14    | 30   | 7  | 10 | 13 | 22 | 35 | 31   | 1/4          | 1/4          |                 |           | Пиюк — 6        | Кучеревский                |
| 2002  | Премьер-лига              | 14    | 30   | 6  | 10 | 14 | 20 | 39 | 28   | 1/16         | 1/16         |                 |           | Д. Смирнов — 7  | Никонов                    |
| 2003  | Премьер-лига              | 14    | 30   | 8  | 5  | 17 | 25 | 39 | 29   |              |              |                 |           | Монарёв — 8     | Алейников Иванов Игнатенко |
| 2004  | Премьер-лига              | 9     | 30   | 10 | 10 | 10 | 38 | 39 | 40   | 1/2          |              |                 |           | Бракамонте — 11 | Петраков                   |
| 2005  | Премьер-лига              | 5     | 30   | 14 | 8  | 8  | 36 | 26 | 50   | 1/8          |              |                 |           | Кириченко — 14  | Петраков Слуцкий           |
| 2006  | Премьер-лига              | 6     | 30   | 10 | 13 | 7  | 41 | 37 | 43   | 1/8          |              | Кубок Интертото | 3 раунд   | Кириченко — 12  | Слуцкий                    |
| 2007  | Премьер-лига              | 4     | 30   | 15 | 7  | 8  | 40 | 32 | 52   | Финал        | 1/4          |                 |           | Адамов — 14     | Слуцкий                    |
| 2008  | Премьер-лига              | 9     | 30   | 9  | 11 | 10 | 34 | 36 | 38   |              |              | Кубок УЕФА      | 1 раунд   | Бракамонте — 8  | Блохин                     |
| 2009  | Премьер-лига              | 6     | 30   | 13 | 9  | 8  | 39 | 28 | 48   | 1/2          | 1/4          |                 |           | Якубко — 8      | Божович                    |
| 2010  | ЛФЛ, Москва, дивизион «А» | 3     | 28   | 21 | 1  | 6  | 75 | 28 | 64   | —            | —            |                 |           | Агапцев — 21    | Васильев                   |
Статистика взята с сайта WildStat.ru

### Еврокубки
В розыгрыше Кубка Интертото 2006 «Москва» во втором раунде прошла минский МТЗ-РИПО 2:0, 1:0, а в третьем рауде уступила немецкой «Герте» Берлин 0:2, 0:0.
В Кубке УЕФА 2008/09 во втором квалификационном раунде была обыграна польская «Легия» 2:0, 2:1, а в первом раунде последовало поражение от датского «Копенгагена» 1:2, 1:1.

## Достижения
- Лучший результат в чемпионате России: 4-е место — 2007 (тренер — Леонид Слуцкий)
- Финалист Кубка России: 2006/07
- Турнир дублеров РФПЛ: Победитель (1): 2004
 Серебряный призёр (2): 2001, 2005
 Бронзовый призёр (1): 2006

### Достижения игроков
- Дмитрий Кириченко — лучший бомбардир чемпионата России 2005 (14 голов)
- Роман Адамов — лучший бомбардир чемпионата России 2007 (вместе с Романом Павлюченко, оба забили по 14 мячей)

В списках 33 лучших футболистов чемпионата России:
- 2005: Дмитрий Кириченко (№ 1), Жерри-Кристиан Тчуйсе (№ 3)
- 2006: Олег Кузьмин (№ 2)
- 2009: Эдгарас Чеснаускис (№ 2), Кирилл Набабкин (№ 3)

## Игроки «Москвы» на крупных международных турнирах
| Турнир                | Участники               |
| --------------------- | ----------------------- |
| Чемпионат мира 2006   | Мариуш Йоп              |
| Чемпионат Европы 2008 | Роман Адамов Мариуш Йоп |

## Главные тренеры
- Сергей Петренко (1997 — 18 сентября 1998)
- Борис Игнатьев (18 сентября 1998 — 25 декабря 2000)
- Евгений Кучеревский (25 декабря 2000 — 10 ноября 2001)
- Вадим Никонов (14 ноября 2001 — декабрь 2002)
- Сергей Алейников (15 декабря 2002 — 15 мая 2003)
- Валентин Иванов (15 мая — 4 августа 2003, исполняющий обязанности)
- Александр Игнатенко (4 августа 2003 — 3 декабря 2003, до 4 ноября — исполняющий обязанности)
- Валерий Петраков (5 декабря 2003 — 14 июля 2005)
- Леонид Слуцкий (14 июля 2005 — 6 ноября 2007)
- Олег Блохин (14 декабря 2007 — 26 ноября 2008)
- Миодраг Божович (ноябрь 2008 — февраль 2010)
- Александр Полукаров (2010)
- Николай Васильев (2010)

Данные с сайта sport-express.ru